# Drangarnir
Drangarnir és el nom que reben dos farallons situats enfront de la costa oest de l'illa de Vágar, a les illes Fèroe. Els noms que reben individualment aquests dos illots rocosos són Stóri Drangur i Lítli Drangur, pila gran i pila petita respectivament. El seu punt més alt es troba a 76 metres sobre el nivell del mar. Aquest faralló es caracteritza per tenir un arc a la seva base per on hi passa l'aigua de l'oceà.
Forma part d'un conjunt d'illots i farallons situats al sud de la desembocadura del fiord anomenat Sørvágsfjørður, enfront de la localitat de Bøur. D'aquest grup de roques en destaquen Tindhólmur i Gáshólmur, les dues més grans. De fet el Tindhólmur és un illot imponent amb un cim de 262 metres d'alçada.
El seu nom significa "les piles del mar".